# Radio Atlántica
Radio Atlántica es una estación de radio argentina que transmite desde Mar del Plata.

## Historia
Comenzó a transmitir desde el 20 de septiembre de 1926.
Posteriormente tuvo otras sedes (La Rioja 1650 y San Martín 2583).

Ya en la década de 1970 se estableció en el edificio que hoy ocupa.

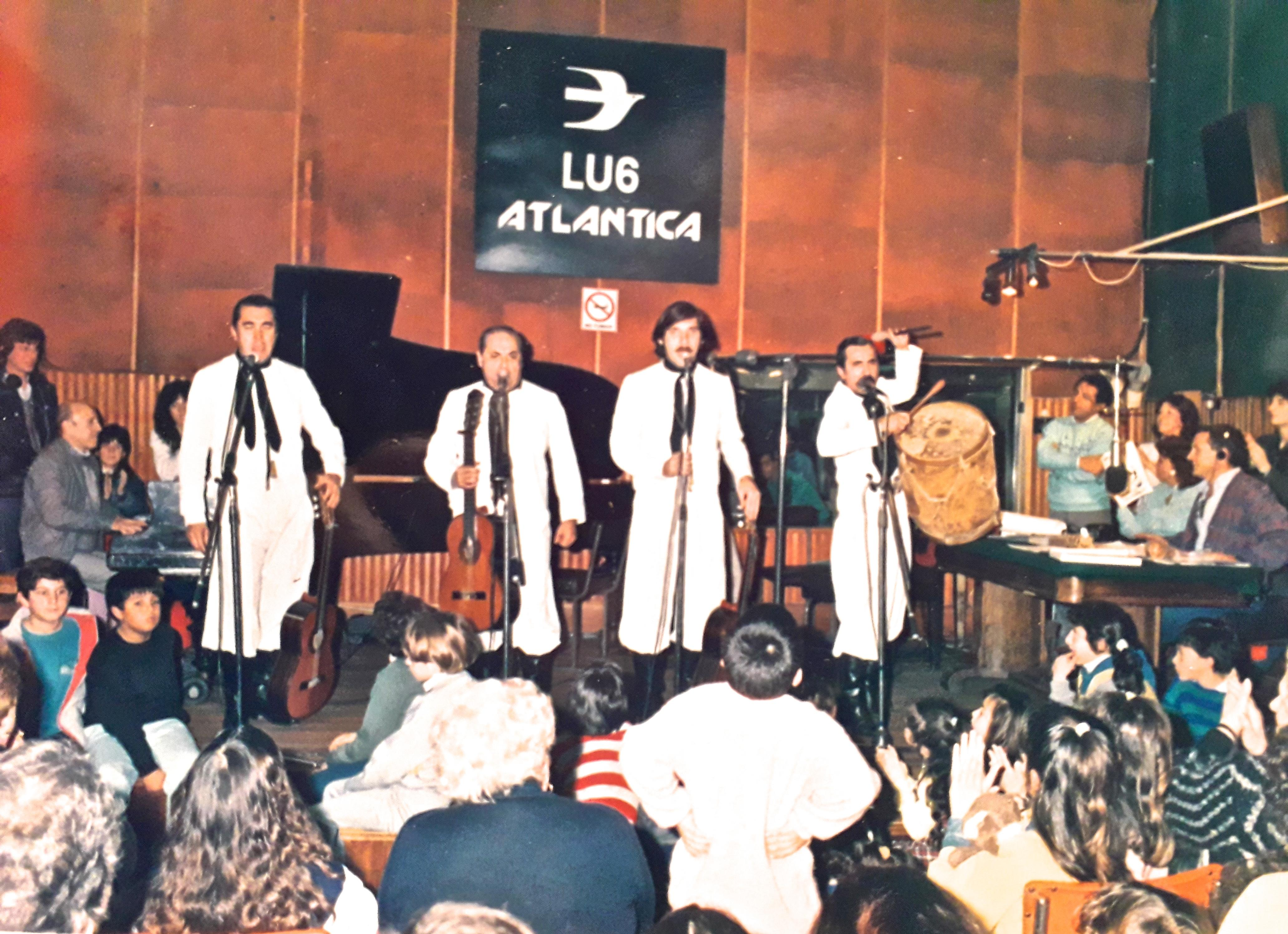
1987: Los Chalchaleros tocando en el programa de Julio Lagos desde el auditorio de Radio Atlántica.

Tras haber permanecido nacionalizada e intervenida durante más de 40 años, la emisora fue adjudicada por el Estado a Editorial La Capital S.A. en 1992.
En sus micrófonos ha tenido a Tita Merello, Norbert Degoas, Julio Lagos, Jorge Mondi, Juan Alberto Badía, Jorge Formento, Juan Carlos Vilches, Perla Carlino y Vicente "El Cholo" Ciano, entre otros.

## Programación
Su grilla se compone de programas periodísticos y magacines.
También cuenta con su propio servicio de noticias, con transmisiones de básquet y con segmentos de música programada.